# Festival international des montgolfières de Bristol
Le Festival international des montgolfières de Bristol (Bristol International Balloon Fiesta) est une montgolfiade se tenant chaque année au mois d'août durant trois jours sur le domaine d'Ashton Court, à Bristol, en Angleterre. L'évènement attire des équipes du Royaume-Uni et du monde entier qui participent à envols de masse au cours desquels jusqu'à 100 montgolfières peuvent décoller. Le festival est aujourd’hui l’un des plus grands d’Europe et peut rassembler plus de 100 000 personnes au cours de chacun des jours du festival.
En 2025, l'évènement aura lieu du 8 au 10 août.

## Histoire
L'événement a eu lieu pour la première fois en 1979, s'appuyant sur une forte tradition locale de vol en montgolfière à Bristol et dans ses environs, remontant au XVIIIe siècle.
La société, fabricant de montgolfières, Cameron Balloons est proche du lieu du festival, dans le quartier de Bedminster, et fabrique de nombreux ballons originaux, parmi lesquels Rupert l'ours, le joueur de flûte écossais, Bertie Bassett, le chariot Tesco, Stuart le Minion et le ballon BBC One. De nombreuses formes ont également participé à la fête depuis l'étranger : au fil des ans, un OVNI et un castor ont voyagé depuis les États-Unis, un kiwi de Nouvelle-Zélande et un ballon à l'envers des Pays-Bas.

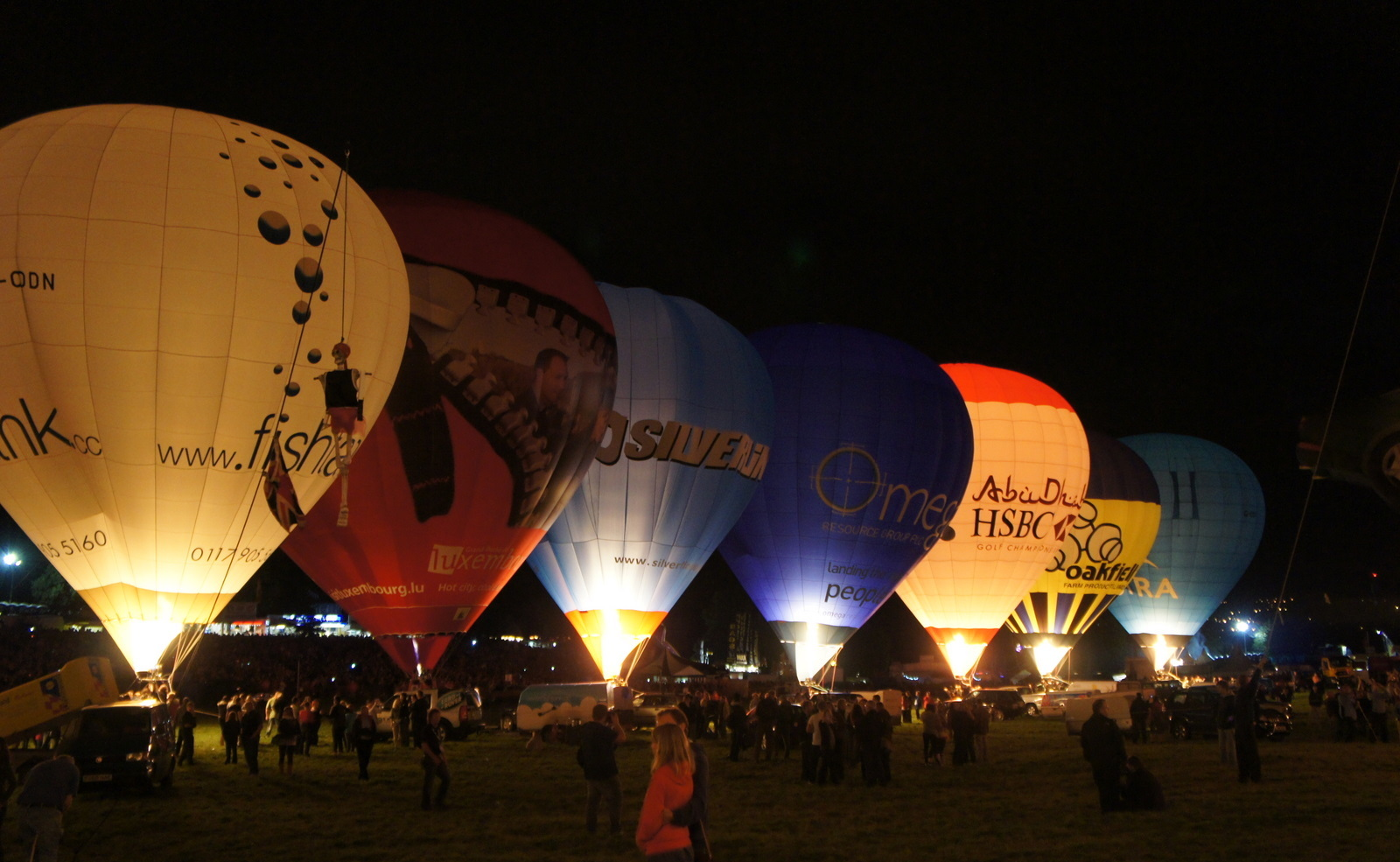
Le nightglow est l'un des moments les plus populaires de la fête.